# Floriano Peixoto
Floriano Vieira Peixoto (Maceió, 30 de abril de 1839 – Barra Mansa, 29 de junho de 1895), cognominado "O Marechal de Ferro" ou "Consolidador da República", foi um militar e político brasileiro que serviu como segundo presidente do Brasil de 1891 a 1894. Anteriormente, de fevereiro a novembro de 1891, foi o primeiro vice-presidente do Brasil. Seu governo abrange a maior parte do período da história brasileira conhecido como República da Espada.
Nascido na província de Alagoas, mudou-se para o Rio de Janeiro aos dezesseis anos para completar o curso secundário. Em 1858 ingressou na Escola Militar do Rio de Janeiro, declarado segundo-tenente quando da conclusão do curso, em 1861. Membro e posteriormente comandante do 1.º Batalhão de Voluntários da Pátria durante a Guerra do Paraguai, participou de importantes episódios do conflito, como as batalhas de Tuiuti, Itororó, Lomas Valentinas e Angostura. Em 1870 retornou à capital e conclui o bacharelado em ciências físicas e matemáticas. Assumiu o cargo de presidente da província de Mato Grosso, em 1884, ficando na posição por pouco mais de um ano. Foi um participante ativo da Proclamação da República, recusando-se a comandar a resistência imperial ao golpe de estado republicano. Ascendendo ao posto mais alto do Exército Brasileiro, em 1890, tornou-se Ministro da Guerra no mesmo ano. Eleito vice-presidente em fevereiro de 1891, torna-se presidente do Brasil em novembro do mesmo ano, face à renúncia do então presidente Deodoro da Fonseca, em meio a uma grave crise política.
Seu governo foi marcado por um intenso clima de rebeliões. Em 1892 foi publicado o Manifesto dos 13 generais, que tinha por finalidade contestar a legitimidade do governo de Floriano — constitucionalmente, ele deveria convocar novas eleições, em vez de assumir a presidência até o término do mandato de Deodoro. A Segunda Revolta da Armada, resultado de diversos conflitos entre o Exército e a Marinha, e a Revolução Federalista, crise política de ideais federalistas que buscavam depor o governador gaúcho Júlio de Castilhos, eclodiram ambos em 1893. Floriano debelou estes conflitos violentamente, consolidando-se no poder, o que lhe fez ganhar a alcunha de "Marechal de Ferro". O culto à sua personalidade, denominado florianismo, foi o primeiro fenômeno político de expressão focalizado em torno da figura de um personagem republicano no Brasil.

## Origem e carreira político-militar
Floriano Vieira Peixoto nasceu no engenho de Riacho Grande, em Ipioca, distrito da cidade de Maceió, no dia 30 de abril de 1839, um dos dez filhos de Manuel Vieira de Araújo Peixoto e de Ana Joaquina de Albuquerque Peixoto.Ainda recém-nascido, foi entregue ao padrinho e tio, o coronel José Vieira de Araújo Peixoto, por quem foi criado. José tinha melhores condições financeiras para criá-lo, sendo um senhor de engenho local e influente político provincial. Estudou em regime de internato no Colégio Espírito Santo, em Maceió, até completar os estudos primários. Aos 16 anos, em 1855, mudou-se para o Rio de Janeiro para fazer os estudos secundários no Colégio São Pedro de Alcântara.
O ingresso na carreira militar se deu dois anos depois, em 1.º de maio de 1857, quando assentou praça como soldado voluntário no 1.º Batalhão de Artilharia a Pé. No ano seguinte, aos 19 anos de idade, matriculou-se na Escola Militar do Rio de Janeiro, concluindo o curso em 1861, declarado segundo-tenente e integrando o Corpo de Artilharia. Com a eclosão da Guerra do Paraguai, Floriano foi para o Rio Grande do Sul em maio de 1865 juntamente com o 1.º Batalhão de Voluntários da Pátria, denominação dada às unidades militares criadas em 1865 pelo Império do Brasil para reforçar o efetivo das forças militares do Exército Brasileiro na guerra. Participou, até o fim do conflito, das batalhas mais importantes da guerra, tais como as de Tuiuti, Itororó, Lomas Valentinas e Angostura. Ao término da guerra, foi promovido a tenente-coronel em 9 de abril de 1870.

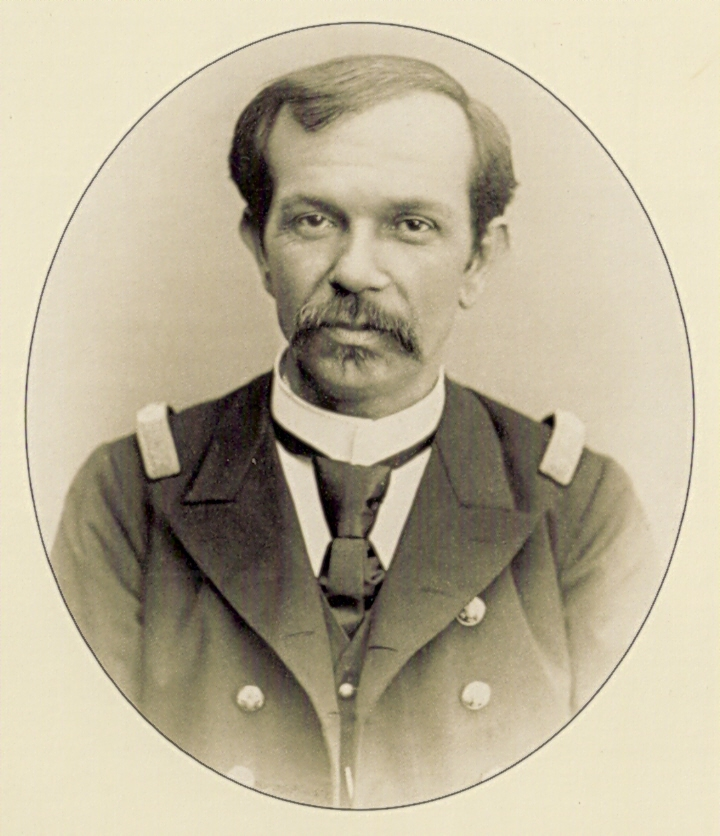
O então coronel Floriano Peixoto em 1881, ano em que deixou o comando do Arsenal de Guerra de Pernambuco.

Retornou à capital em 1870 para completar seu bacharelado em ciências físicas e matemáticas, concluindo a disciplina de mineralogia, única que restava para concluir o curso. Dois anos depois, em 11 de maio, casou-se com a filha de seu pai adotivo Josina Vieira Peixoto, no engenho de Itamaracá, perto de Murici, Alagoas, com quem viria a ter oito filhos.
Em 18 de abril de 1874 foi promovido a coronel e nomeado comandante do 3.º Regimento de Artilharia a Cavalo, posto que ocupou até 1878. Comandou o Arsenal de Guerra de Pernambuco de 1879 a 1881, cuja missão era inspecionar as unidades militares da região Nordeste.
No dia 13 de setembro de 1884, Floriano foi nomeado comandante das armas e presidente da província de Mato Grosso, com apoio do Partido Liberal, sucedendo ao Marechal Manuel de Almeida Lobo d'Eça. Ficou cerca de um ano no cargo, e, durante seu governo, apoiou a indústria extrativa do mate e adotou uma política de repressão a índios que ameaçavam Cuiabá. Quando o Barão de Cotegipe, do Partido Conservador, torna-se Presidente do Conselho de Ministros, em 1885, este nomeia José Joaquim Ramos Ferreira, então vice-presidente da província, como sucessor de Floriano.
No dia do Golpe Republicano, encarregado da segurança do ministério do Visconde de Ouro Preto, Floriano se recusou a atacar os revoltosos e assim justificou sua insubordinação, respondendo ao Visconde de Ouro Preto:
Sim, mas lá (no Paraguai) tínhamos em frente inimigos e aqui somos todos brasileiros!— Floriano Peixoto.
Aderente ao movimento republicano, Floriano Peixoto deu voz de prisão ao Chefe de Governo e abolicionista, Visconde de Ouro Preto.
Após a Proclamação da República, assumiu a vice-presidência de Deodoro da Fonseca durante o Governo Provisório, sendo depois eleito vice-presidente constitucional. Foi Ministro da Guerra, de 19 de abril de 1890 a 22 de janeiro de 1891.
Assumiu de forma ilegal a Presidência da República em 23 de novembro de 1891, com a renúncia do marechal Deodoro. O êxito dos planos de Deodoro dependia da unidade das Forças Armadas o que não ocorria na gestão anterior.

## Presidência da República (1891–94)

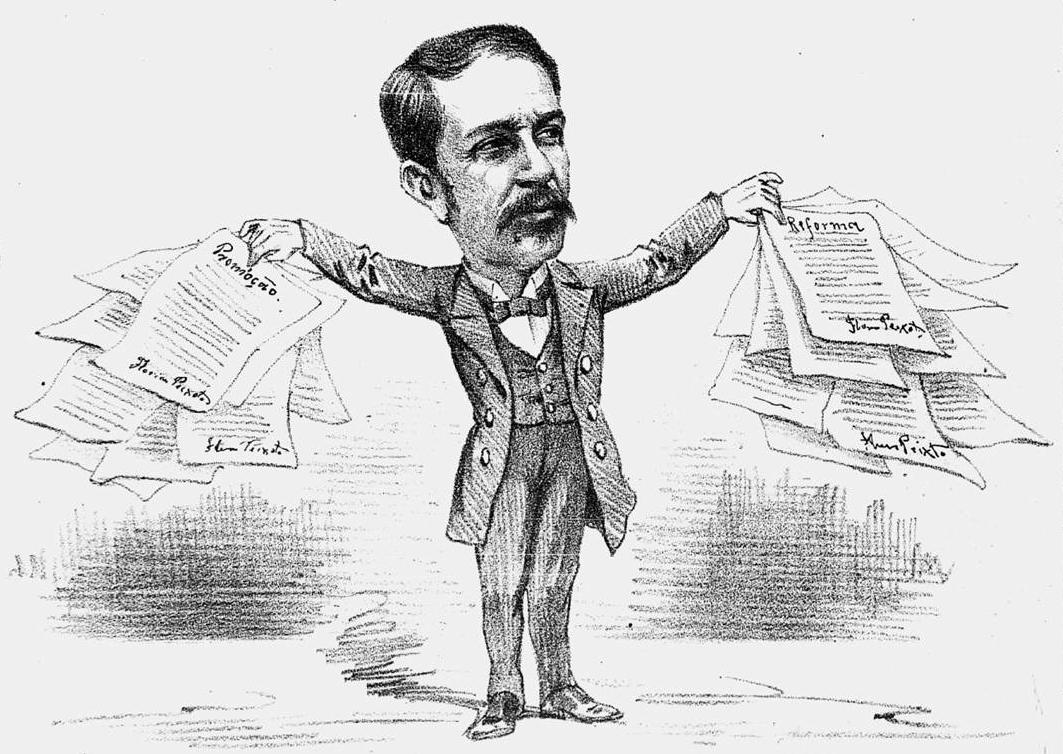
Resultado do manifesto político assinado por 13 generais: reformas e promoções em penca.

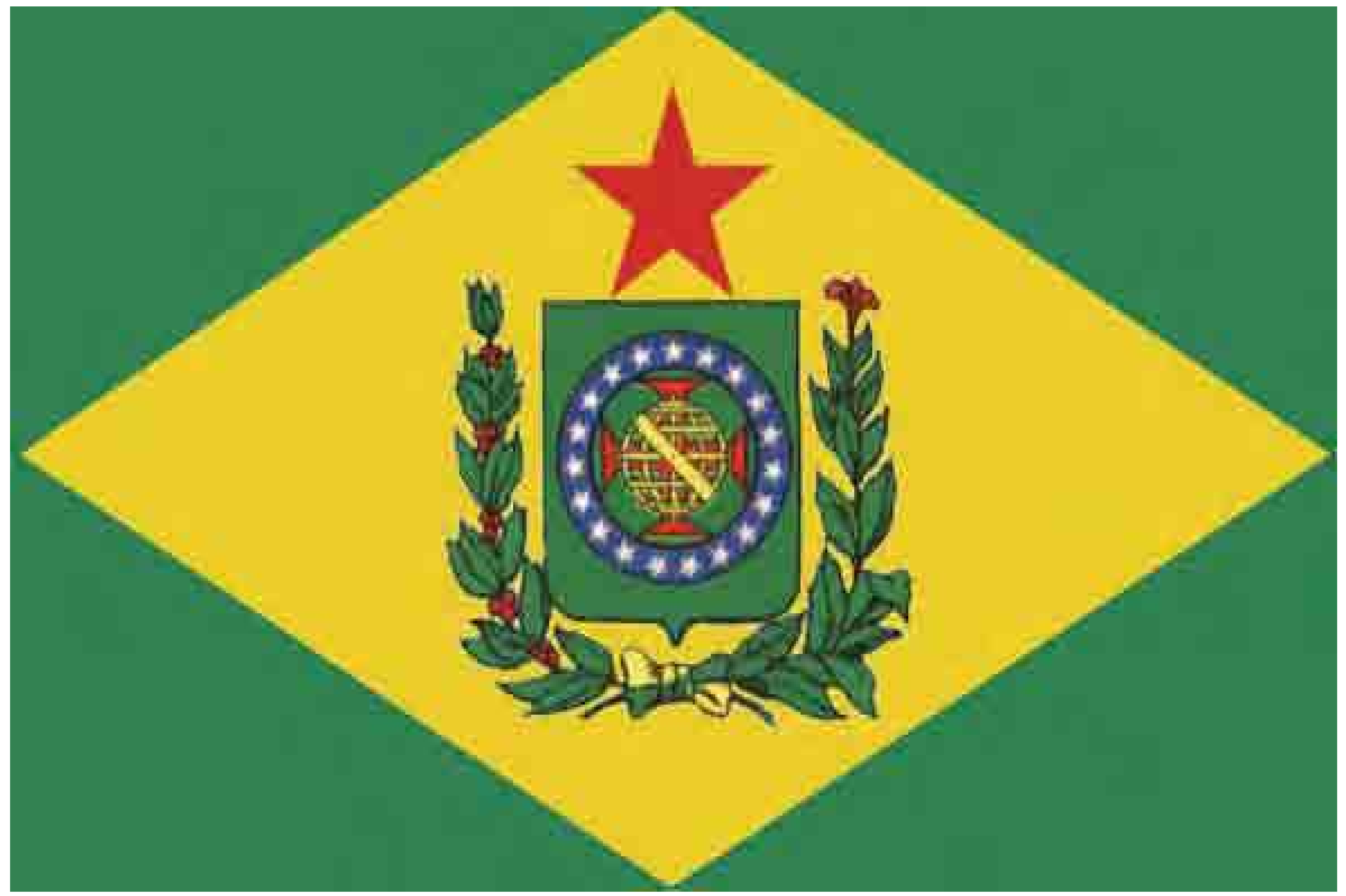
Projeto de Floriano Peixoto para a Bandeira do Brasil em 1892.

Assumiu a república de forma ilegal após a renúncia de Deodoro da Fonseca, uma vez que com a Constituição de 1891 em seu artigo 42 dizia: 
"Se, no caso de vaga, por qualquer causa, da saída da presidência ou vice-presidência, não havendo ainda decorrido dois anos do período eleitoral, proceder-se-á uma nova eleição"
Mesmo assim houve a posse de Floriano e esta foi interpretada na época como um retorno à legalidade, contando com o apoio das Forças Armadas, exército, marinha e Partido Republicano Paulista (que era oposição de Floriano até então, mas o apoiou para substituir mais facilmente Deodoro).
Os seus primeiros atos depois de assumir a presidência foram anular o decreto que dissolveu o Congresso Nacional, retirada dos interventores estaduais indicados por Deodoro e tomou medidas econômicas atenuante em decorrência dos efeitos causados pela crise financeira gerada pelo estouro da bolha financeira do encilhamento, controlando o preço dos gêneros alimentícios de primeira necessidade e os aluguéis. 
Essas medidas romperam o apoio que ele estava conquistando e para muitos passou a ser necessária a convocação de uma nova eleição presidencial, conforme determinava o artigo 42. Floriano alegou que a própria constituição abria uma exceção, ao determinar que a exigência só se aplicava a presidentes eleitos diretamente pelo povo, assumindo assim o papel de consolidador da República. A sua forma de governar o deixou conhecido como "Marechal de Ferro", principalmente por causa da dura reação promovida por ele à Revolução Federalista. Assim, a historiografia considera que o seu período de governo foi marcado pelo autoritarismo, personalismo e centralização do poder executivo federal, tal qual o seu antecessor, porém seu governo conseguiu mais estabilidade em relação ao Marechal Deodoro, que havia fechado o Congresso e se viu obrigado a renunciar por causa da pressão da oposição.
Durante o tempo em que esteve no poder contrapôs-se ao liberalismo, que era composto pela elite agrícola, especialmente de São Paulo, Rio Grande do Sul, Rio de Janeiro, Minas Gerais e, em parte, também por membros da marinha. Foi nacionalista e favoreceu politicamente o exército, em especial os das escolas militares. 
A centralização do poder foi importante em seu governo, uma vez que mesmo que Floriano não se identificasse totalmente com o positivismo, ele foi influenciado pela ideologia e o seu entorno era adepto, sendo composto por membros do chamado "tabernáculo da ciência", nome que ficou conhecido a Escola Militar da Praia Vermelha e por ex-combatentes da guerra do Paraguai, guerra essa que o próprio Floriano havia lutado. Em contraste, a oposição ao seu governo era majoritariamente formada por liberais, que nesse momento histórico defenderam a descentralização do poder. Assim, em março de 1892 foi publicado um manifesto conhecido como "Manifesto dos 13 Generais", que contestou a legalidade, legitimidade e o "autoritarismo" de Floriano, pedindo a realização imediata de uma nova eleição presidencial. No dia seguinte à publicação do manifesto mandou reformar e prender os signatários. 

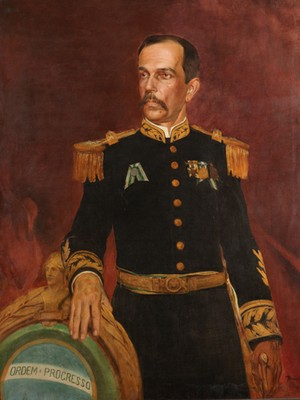
Marechal Floriano Peixoto, ca. 1891.

Em fevereiro de 1893 iniciou-se a Revolução Federalista, conflito que durou dois anos e meio, e em setembro do mesmo ano eclodiu a segunda revolta da armada, que durou até março de 1894. A forma ditatorial e enérgica como Floriano agiu para combater essas revoltas que o deixou conhecido como "Marechal de ferro", sendo que as medidas tomadas nesses episódios geraram a controversa mudança de nome da cidade de Nossa Senhora do Desterro, para Florianópolis ("Cidade Floriana") em Santa Catarina. Tal mudança de nome ocorreu após a execução sumária de cerca de 185 pessoas por parte das forças republicanas, no episódio conhecido como Massacre da Ilha de Anhatomirim.
Ao contrário do que se poderia prever, houve na presidência de Floriano um acordo tácito entre o presidente e o PRP (Partido Republicano Paulista). As razões básicas para isso foram os riscos, alguns reais, outros imaginários, que corria o regime republicano. A elite política de São Paulo via na figura de Floriano a possibilidade mais segura de garantir a sobrevivência da República, a partir do poder central. Floriano, por sua vez, percebia que sem o PRP não teria base política para governar. Assim, mesmo sendo oposição ideológica, parte dos cafeicultores que ajudaram a derrubar o Deodoro da Fonseca, apoiaram o governo Floriano desde o começo.

### A Vigência do Estado de Sítio

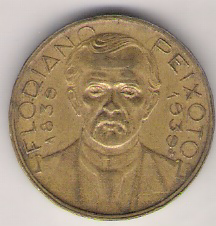
Sua face em uma moeda de 2000 réis de 1939.

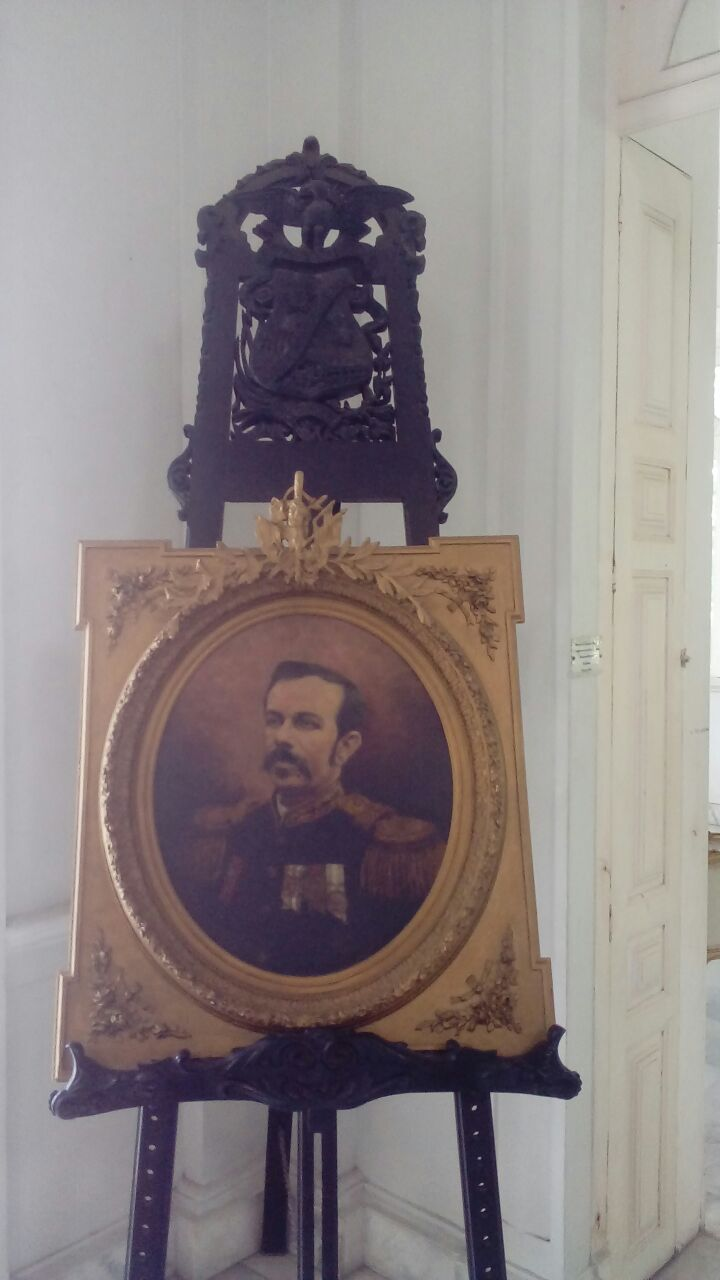
Quadro do Marechal Floriano Peixoto por Rosalvo Ribeiro. Palácio Floriano Peixoto em Maceió.

Consta que Floriano Peixoto lançou uma ditadura. Seu governo era de orientação centralizadora. Demitiu todos os governadores que apoiaram Deodoro da Fonseca. Na chamada Segunda Revolta da Armada agiu de forma contundente, vencendo-a de maneira cruel, ao contrário de Deodoro.
Em abril de 1892 decretou estado de sítio, após manifestações de opositores e divulgação de manifestos na Capital Federal. Prendeu os manifestantes e desterrou outros para a Amazônia. Quando Rui Barbosa ingressou com habeas corpus no Supremo Tribunal Federal em favor dos detidos, Floriano Peixoto ameaçou os ministros da Suprema Corte: "Se os juízes concederem habeas corpus aos políticos, eu não sei quem amanhã lhes dará o habeas corpus de que, por sua vez, necessitarão". O STF negou o habeas corpus por dez votos a um.

### A segunda Revolta da Armada
Aconteceu em 1893, desta vez contra o presidente, marechal Floriano Peixoto. Esta também foi chefiada pelo almirante Custódio de Melo, depois substituído pelo almirante Saldanha da Gama. Floriano não cedeu às ameaças; assim, o almirante ordena o bombardeio da capital brasileira. No ano seguinte Floriano e o exército brasileiro obtiveram apoio da marinha de guerra norte-americana no rompimento do bloqueio naval imposto pela marinha brasileira. Assim, o movimento desencadeado pela marinha de guerra brasileira no Rio de Janeiro terminou em 1894, com a derrota e fuga dos revoltosos para Buenos Aires.

### Marechal de Ferro

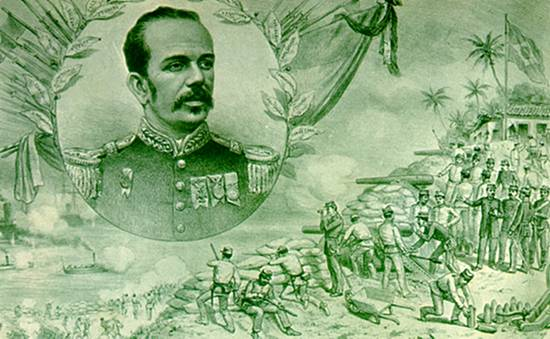
Floriano Peixoto e a Revolta da Armada numa ilustração de Angelo Agostini.

Floriano Peixoto, em seus três anos de governo como presidente, enfrentou a Revolução Federalista no Rio Grande do Sul, iniciada em fevereiro de 1893. Ao atacá-la, apoiou Júlio Prates de Castilhos. O apelido de "Marechal de Ferro" se popularizou devido a sua impiedade diante das mortes que causou afim de suprimir a população envolvida na Revolução Federalista, que ocorreu na cidade de Desterro (atual Florianópolis), como na Segunda Revolta da Armada.

### Entrega do cargo e morte

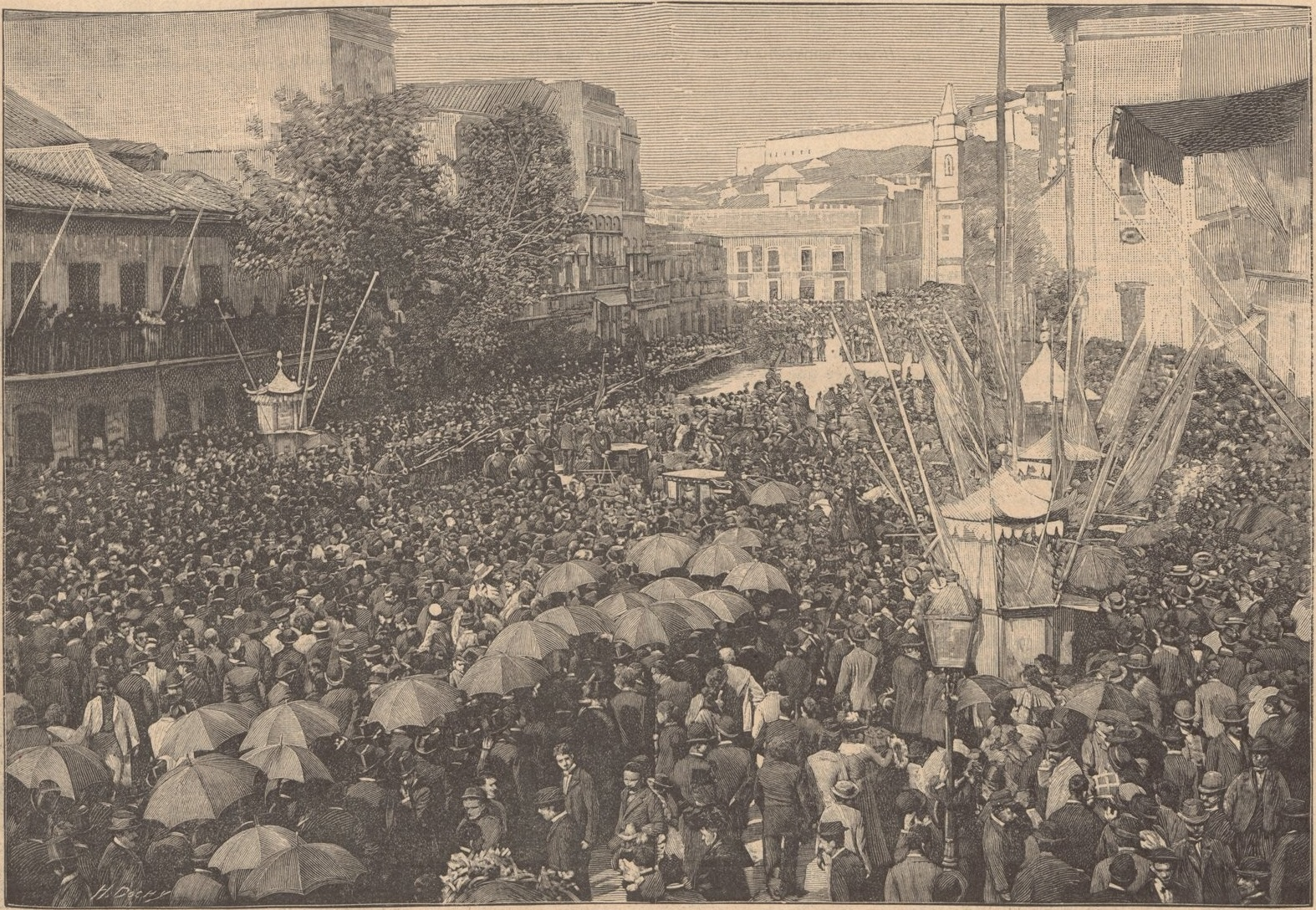
Funeral do Marechal Floriano Peixoto (fotografia de Marc Ferrez).

Floriano Peixoto entregou o poder em 15 de novembro de 1894 a Prudente de Morais, e morreu em 29 de junho do ano seguinte, em sua fazenda em Ribeirão da Divisa, atual Floriano, distrito de Barra Mansa, no estado do Rio de Janeiro, vítima de uma cirrose hepática. Deixou um testamento político:
"A vós, que sois moços e trazeis vivo e ardente no coração o amor da Pátria e da República, a vós corre o dever de ampará-la e defendê-la dos ataques insidiosos dos inimigos". [...] A mim me chamais o consolidador da República. Consolidador da obra grandiosa de Benjamin Constant e Deodoro são o exército nacional e uma parte da armada, que a Lei e às instituições se conservaram fiéis. 
Consolidador da República é a guarda nacional, são os corpos de polícia da Capital e do estado do Rio, batendo-se com inexcedível heroísmo e selando com o seu sangue as instituições proclamadas pela Revolução de 15 de novembro.
Consolidador da República é a mocidade das escolas civis e militares derramando o seu sangue generoso para com ele escrever a página mais brilhante da história das nossas lutas.
Consolidador da República, finalmente, é o grande e glorioso partido republicano, que, tomando a forma de batalhões patrióticos, praticou tais e tantos feitos de bravura, que serão ouvidos sempre com admiração e respeito pelas gerações vindouras.
São esses os heróis para os quais a Pátria deve volver os olhos, agradecida.
À frente de elementos tão valiosos, não duvidei, um momento sequer, do nosso triunfo, e, pedindo conselhos a inspiração e a experiência e procurando amparo no sentimento da grande responsabilidade que trazia sobre os ombros tive a felicidade de poder guiar os nossos no caminho da vitória. [...]"
Floriano Peixoto, junho de 1895.

## Homenagens e representações na cultura

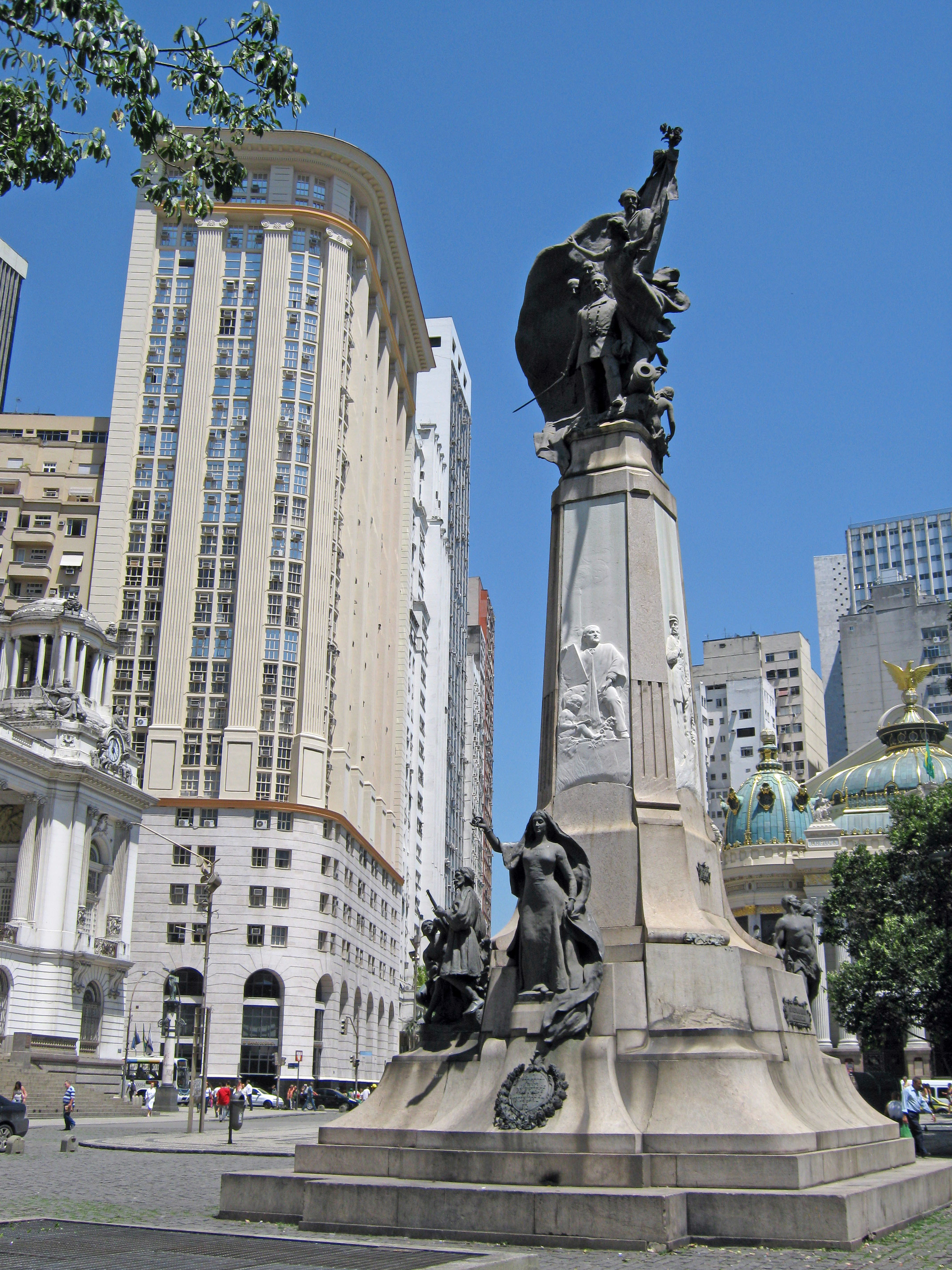
Monumento ao Marechal Floriano Peixoto na Cinelândia

Floriano Peixoto já foi retratado como personagem no cinema e na televisão, interpretado por Cláudio Cavalcanti na minissérie República (1989) e Othon Bastos no filme Policarpo Quaresma, Herói do Brasil (1998), baseado no romance Triste Fim de Policarpo Quaresma, de Lima Barreto. Também teve sua efígie impressa nas notas de Cr$ 100 (cem cruzeiros) colocadas em circulação no Brasil entre 1970 e 1980.
A cidade de Florianópolis, atual capital do estado de Santa Catarina, chamava-se Desterro até o final do século XIX. Com o desfecho da Revolução Federalista em 1894, como forma de menosprezar os apoiadores do fim do centralismo republicano, o governador do estado, Hercílio Luz, mudou o nome para Florianópolis, como culto a personalidade de Floriano Peixoto.
O distrito de Ribeirão da Divisa, em Barra Mansa (RJ), local onde Floriano Peixoto morreu, recebeu em sua homenagem o nome de Floriano. A primeira renomeação ocorreu em 23 de outubro de 1926. Em 31 de dezembro de 1943, o distrito voltou a ser nomeado Ribeirão da Divisa. O nome de Floriano foi atribuído definitivamente ao distrito em 18 de outubro de 1951, com a Lei Estadual n.º 1 324.
Ao ser elevada a categoria de cidade em 8 de julho de 1897, a antiga vila da Colônia Rural de São Pedro de Alcântara, no interior do Piauí, recebeu seu nome em homenagem a Peixoto, se tornando a cidade de Floriano.